# 菜寮
菜寮，原寫為菜藔，是臺灣臺南市左鎮區的一個傳統地域名稱，位於該區北部。相較於今日行政區，其範圍大致包括榮和里、中正里西北部凸出部分的西北側、左鎮里西北端。
本地區境內主要聚落為頂菜藔、下菜藔、三重溪、風吹嶺，設有光榮國小及臺南左鎮化石園區。

## 歷史
台灣日治初期，菜寮地區為一街庄，稱為「菜藔庄」（舊制街庄），隸屬於外新化南里。該庄昔日北與牛稠埔庄為鄰，東北與九層林庄為鄰，東邊及南邊東側一小段與左鎮庄為鄰，南邊其餘部分及西邊、西北邊隔菜寮溪與石仔崎庄為界。
1901年（日治明治三十四年）11月11日，全台廢縣廳改設二十廳，該庄隸屬於臺南廳。1904年（明治三十七年）3月31日，該庄編入「北外新化區」，隸屬於臺南廳。1909年（明治四十二年）10月25日，全台合併二十廳為十二廳，北外新化區仍隸屬於臺南廳。1920年（大正九年）10月1日，全台地方制度大改正，廢十二廳改設五州二廳，該庄改制並雅化為「菜寮」大字，隸屬於臺南州新化郡左鎮庄（新制街庄）。
戰後左鎮庄改制為左鎮鄉，隸屬於臺南縣，大字亦改制為村。1950年（民國39年）10月25日，雲、嘉、南分治，左鎮鄉仍隸屬於臺南縣。2010年（民國99年）12月25日，臺南縣、市合併為直轄臺南市，左鎮鄉改制為左鎮區，村亦改制為里。

## 聚落
本地區發展較早的聚落為頂菜藔、下菜藔、三重溪、田羊（已消失）、風吹嶺，在日治初期的官方地圖上已有記載。

## 交通
省道台20線是臺南至德高的幹道，其中部分路段稱為「南橫公路」（目前並未全線通車），經過本地區南部的下菜藔、頂菜藔、風吹嶺三個聚落。由該道路西行可前往山上區南端、新化區、永康區、北區等地；東行可前往左鎮區左鎮地區、玉井區、南化區、高雄市甲仙區等地。

## 學校
- 光榮國小

## 景點
- 臺南左鎮化石園區